# Cryptopone gilva
Cryptopone gilva é uma espécie de formiga do gênero Cryptopone, pertencente à subfamília Ponerinae.